# Красота в природе
«Красота в природе» (1889) — статья Вл. Соловьёва, одна из основных эстетических работ философа. Впервые опубликована в журнале Вопросы философии и психологии (1889, II).
В статье Соловьёв доказывает объективную реальность красоты, представляющей собой преображение материи через воплощение в ней сверхматериального начала — идеи положительного всеединства (то есть органического единства целого при сохранении индивидуальности составляющих его частей).
Эти взгляды Соловьёва во многом совпадают с воззрениями неоплатоников и немецкой классической эстетики в лице Шеллинга, которых можно назвать его предшественниками.
Эстетика природы Соловьёва (как и его эстетика в целом) оказала существенное влияние на русских символистов (А. Блока, Андрея Белого и др.).

## Место работы в эстетике Соловьёва
Целью искусства, — говорит Вл. Соловьёв, — всегда было улучшение действительности — человеческой души или вещественной природы (ведь, например, скульптура есть более совершенный предмет по сравнению с куском мрамора, из которого она изготовлена).
«…В природе темные силы только побеждены, а не убеждены всемирным смыслом, самая эта победа есть поверхностная и неполная, и красота природы есть именно только покрывало, наброшенное на злую жизнь, а не преображение этой жизни. Поэтому-то человек с его разумным сознанием должен быть не только целью природного процесса, но и средством для обратного, более глубокого и полного воздействия на природу со стороны идеального начала». Но для начала нужно рассмотреть красоту в природе, существующую независимо от человека.

## Содержание работы
В эпиграф вынесена фраза Достоевского «Красота спасет мир». Соловьёв признает, что есть что-то противоречивое в «искусстве для искусства». Очевидно, что «прекрасное должно вести к реальному улучшению действительности». Здесь Соловьёв ссылается на идею катарсиса из Поэтики Аристотеля и воспитательную роль искусства в Республике Платона. В самой «прекрасной статуе» он замечает результат «улучшающего действия художества». Осуществленную красоту Соловьёв называет «прекрасной действительностью».
В качестве объективных примеров красоты приведены алмаз и «соловьиное пение», которые «доставляют эстетическое наслаждение», но лишены «житейской пользы». «Самые прекрасные предметы бывают совершенно бесполезны», замечает философ, так как красота является высшей целью. Далее Соловьёв определяет красоту как «воплощение идеи», обнаруживая в ней единство материальных и идеальных моментов. Он сравнивает глиста как эталон безобразия с алмазом как эталоном красоты. Формально глист как органическое существо совершеннее неорганического алмаза, но эстетически дело обстоит ровно наоборот. Это связано с тем, что в глисте идея жизни выражена несовершенно, тогда как «алмаз есть предмет в своем роде совершенный».
В неорганическом мире, по мнению Соловьёва, красота связана с присутствием света. Далее он приводит пример, когда светлое небо значительно красивее темного. «В чёрную беззвездную ночь небо никакой красоты не имеет». «Небесную красоту» Соловьёв делит на солнечную, лунную и звездную. Свет делает прекрасными и облака.
Помимо неорганической красоты света Соловьёв замечает ещё «величавую красоту летних гроз», в которых проявляется «движение живых стихийных сил». Подобные феномены предвосхищают «мир органических существ» — от «водяной плесени» до человеческого тела. Соловьёв видит мало эстетики в «допотопных чудищах» (мегатериях, плезиозаврах, ихтиозаврах и птеродактилях). В их исчезновении он замечает действие «космического ума», называемого также «зиждительным началом природы» или Логосом. Безобразие в «животном царстве» сохраняется за паразитами и личинками насекомых, однако они «лишены самостоятельного значения».
«Растительная красота» сосредоточена главным образом в цветке как органе размножения. Лишенные цветов растения (водоросли, мхи) «суть и наименее красивые». Среди беспозвоночных наибольшей красотой обладают бабочки, тогда как среди млекопитающих мы находим массу «неэстетических тварей»: бегемоты, носороги и киты. Соловьёв обращает внимание, что «положительное безобразие начинается там, где начинается жизнь». Это связано с тем, что с появлением живых существ пробуждается и хаотическое начало. В черве обнажаются два основных животных начала: полового и питательного. Впрочем, отвратительные черви способны создавать прекрасные кораллы и раковины. В процессе перехода на более высшие стадии отвратительность животной природы скрывается под «пестрыми крыльями», «блестящей чешуей», «разноцветными перьями», «гладкой шерстью» или «пушистым мехом». Некоторые млекопитающие (кошачьи, олени, серны, лани) являют ещё более прекрасные воплощения идеи жизни: «стройную силу, гармоническое соотношение частей и свободную подвижность целого».
Соловьёв опирается на теорию полового отбора Дарвина, чтобы доказать объективный характер красоты, которая имеет «онтологическое основание» в виде «абсолютно-объективной всеединой идеи». Внешними аспектами этой идеи являются «свет и жизнь». «Высшим синтезом животной и растительной красоты» Соловьёв называет «прекрасное женское тело».